# 87:an (serietidning)
87:an är en serietidning som sedan 1994 repriserar serier som tidigare gått i 91:an, ofta sådana där seriefiguren 87:an har en större roll. Omslagen till tidningen tecknas av Jonas Darnell. Denna tidning innehåller även kortare beskrivningar om figuren 87:an och ges ut sex gånger per år; alldeles i början gavs den dock ut en gång varje kvartal. Tidningen gavs först ut av Semic och därefter av Egmont Kids Media Nordic.